# Cast Into Fields of Evil Pleasure
Cast Into Fields Of Evil Pleasure es el primer álbum de estudio de la banda de black metal danesa, Illnath. Fue lanzado el 23 de junio de 2003 mediante la discográfica japonesa World Chaos Production.
Hubo controversia previo a su lanzamiento porque el título y letra de la primera canción, ("Zetite") están basados en cierto material del juego de rol, Vampiro: la mascarada. Según ha declarado Bjørn Holter:

Esta canción estaba al borde de causar problemas para nosotros por parte de una empresa de Atlanta, cuyo nombre no mencionaré. Se basa, supongo que algunos de ustedes ya saben, en el juego de rol Vampiro: La Mascarada (personalmente, me gustan los escenarios de la época del oscurantismo). Yo estaba muy fascinado por Death becomes all en el EP, "Angelic Voices Calling, y con esto me pasó mi oportunidad de hacer otra canción, en la que el narrador describe cómo perfectamente se puede arrancar la cabeza y empujar por el culo. Me gusta este tipo de canciones.

Los setitas son un clan de vampiros del juego de rol, Vampiro: la mascarada.

## Lista de canciones
1. "Zetite"  – 4:06
2. "Behind The Mirrors"  – 4:23
3. "Cast Into Fields Of Evil Pleasure"  – 5:07
4. "Temporary Borders"  – 5:04
5. "The Creators Biggest Pride"  – 4:37
6. "Gloomy Gathering"  – 1:42
7. "Bring Down The Witching Hour"  – 4:29
8. "By The Hands Of Violent Winter"  – 5:40
9. "Frozen Constellations"  – 4:36

- Datos: Q5756692